# Allodynerus nudatus
Allodynerus nudatus är en stekelart som beskrevs av Gusenleitner 1991. Allodynerus nudatus ingår i släktet rörgetingar, och familjen Eumenidae. Inga underarter finns listade i Catalogue of Life.